# Giuseppe Valentini

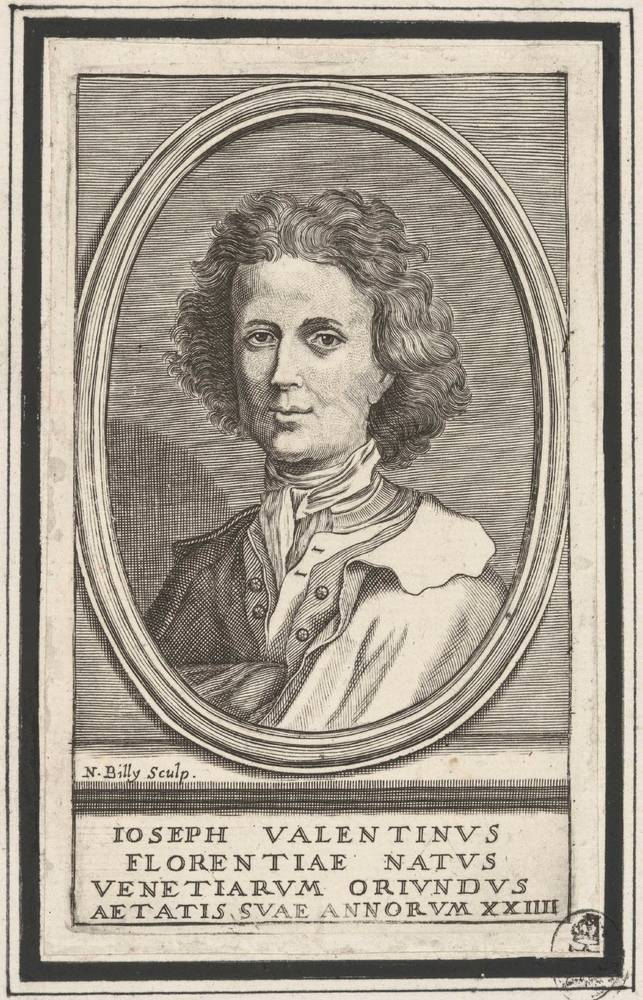
Giuseppe Valentini

Giuseppe Valentini (* 14. Dezember 1681 bei Florenz; † November 1753 in Rom) war ein italienischer Komponist und Violinist.

## Leben
Giuseppe Valentini war unter anderem ein Schüler von Giovanni Bononcini, als dieser zwischen 1690 und 1696 in Rom wirkte. Valentini hatte in vielen Kirchen wichtige musikalische Funktionen. Gestützt auf Erzählungen des alternden Francesco Geminiani, erwähnte Charles Burney ihn als einen erbitterten Rivalen Arcangelo Corellis.
Im Alter von 11 Jahren wurde Valentini Mitglied der Congregazione di S. Cecilia, deren Sekretär er ab 1695 war. 1694 wurde er erstmals als Geiger erwähnt, als er in Diensten des Kardinals Colonna stand. Bei den Konzerten der Academia del disegno di San Luca und am Hof des musikliebenden Kardinals Ottoboni wurde er durch Corelli beeinflusst. Von 1710 bis 1727 war Valentini als „Suonator di Violino, e Compositore di Musica“ beim Fürsten Michelangelo I. Caetani (1685–1759) tätig, wo ab 1714 auch Pietro Antonio Locatelli als Geiger angestellt war. Ebenso war er Coadiutore del Maestro di Cappella an S. Giacomo degli Spagnoli.
Ab 1718 war Valentini für 30 Jahre als Violinist und Komponist am Collegio Nazareno tätig, gleichzeitig war er an Santa Maria Maggiore, wo er ab 1736 auch Kapellmeister in der Cappella Borghese war. Als Nachfolger von Giuseppe Zipoli war er von 1720 bis 1753 Kapellmeister an S. Maria Maddalena.
Die Kompositionen des zum Teil freischaffenden Musikers fanden schnell europaweite Verbreitung. Mehrere Werksammlungen wurden gedruckt, ebenso finden sich zahlreiche Manuskripte in den Bibliotheken von Manchester, Dresden und Rom. Seit den letzten Dekaden des 20. Jahrhunderts werden seine Werke wiederentdeckt und aufgeführt, nachdem Valentini fast völlig in Vergessenheit geraten war. Sie zeichnen sich durch manche Innovation aus, so versucht er durch Originalität und überraschende musikalische Gedanken seine Hörer zu faszinieren. Als Virtuose nimmt Valentini eine wichtige Stellung in der Geschichte des Violinspiels ein.
Über seine musikalische Tätigkeit hinaus betätigte sich das Multitalent Valentini auch als Maler und Dichter.

## Werk
Valentinis Werke waren schon früh weit verbreitet, nicht zuletzt da sämtliche Werke bei Estienne Roger und dessen Nachfolger Le Cène in Amsterdam erschienen, von den Werken Opp. 1 bis 4 wurden bereits 1710 korrigierte Nachdrucke verlegt. Raubdrucke einiger Sammlungen wurden in Paris und London veröffentlicht. Der englische Komponist Henry Eccles (Junior) (um 1680 – um 1740) verkaufte 1720 in seinem Premier livre de sonates a violon 18 Sätze aus Valentinis Op. 8 als seine eigenen Kompositionen.

## Werke (Auswahl)

### Werke mit Opuszahl
- Op. 1: 12 Sinfonie [da Chiesa] à tre due Violini, Violoncello e Basso continuo (Rom, 1701; Amsterdam)
  - Nr. 12: Sinfonia per il santissimo Natale
- Op. 2: 7 Bizzarrie per Camera à tre cio[è] due Violini, Violone e Cembalo (Rom, 1703; Amsterdam)
- Op. 3: 12 Fantasie à tre due Violini e Violoncello o Cembalo (Rom, 1706; Amsterdam)
- Op. 4: 7 Idee per Camera a Violino e Violone o Cembalo (Rom, 1706; Amsterdam, 1706)
- Op. 5: 12 Suonate à tre, due Violini e Violoncello o Basso continuo (Rom, 1707; Amsterdam)
- Op. 6: 6 Poesie: Concerti a 4 Violini, Violoncello e Basso continuo (Handschrift aus dem Nachlass des Agenten von Roger und Le Cène)
- Op. 7: 12 Concerti grossi à quatro e sei Strumenti, cioè à due & quattro Violini, Alto Viola e Violoncello, con due Violini e Basso di Ripiena (Rom, 1710; Amsterdam, ca. 1711)
- Op. 8: 12 Allettamenti da Camera a Violino, e Violoncello, o Cembalo (Rom, 1714; Amsterdam)
- Op. 9: 10 Concerti con Ripieni (Concerti grossi) (Amsterdam, 1724)
- Opp. 10–15: im Vorwort von Op. 8 angekündigt, aber unveröffentlicht:
  - Op. 10: [Sonate] a Violino solo con un secondo Violino a beneplacito
  - Op. 11: I Pianti fortunati di Gileno Poemetto in Ottava Rima
  - Op. 12: Idee a Violino solo a due e tre Corde
  - Op. 13: Concerti grossi di Trombe, Obue e diversi altri Stromenti
  - Op. 14: Salmi brevi a quattro per tutti i Vesperi
  - Op. 15: Balletti

### Weitere Werke
- 2 Concerti für Oboe in 12 Concerti a cinque con Violini, Oboè, Violetta, Violoncello e Basso Continuo del Signori G. Valentini, A. Vivaldi, T. Albinoni, F. M. Veracini, G. St. Martin, A. Marcello, G. Rampin, A. Predieri (Amsterdam, 1716)
- 7 Concerti con [due] Violini e [due] Trombe da Caccia [e Basso continuo] (1710?)
- Weitere Concerti für mehrere Instrumente und Arien
- verschiedene Werke in Manuskriptform im Schranck No: II

### Opern
- La finta rapita (Pasticcio, 1. Akt von Valentini) (Cisterna, 1714)
- La costanza in amore (Cisterna, 1715)

### Kantaten und Oratorien
- La superbia punita in Absalone (dramma sacro) (Rom, 1705)
- Cantata per la natività della Beatissima Vergine (Son l'origine di tutti) (Rom, 1723)
- Cantata in lode di Benedetto XIII (Amica e cara fede) (Rom, 1724)
- Oratorio per l'assunzione della Vergine (Rom, 1730)